# جانیس هانک
جانیس هانک (انگلیسی: Janis Hanek؛ زادهٔ ۱۲ فوریهٔ ۱۹۹۹) بازیکن فوتبال اهل آلمان است.
از باشگاه‌هایی که در آن بازی کرده‌است می‌توان به باشگاه فوتبال کارلسروهه اشاره کرد.